# Катарійна Туогімаа
Катарійна Туогімаа (фін. Katariina Tuohimaa; нар. 28 квітня 1988) — колишня фінська тенісистка.
Найвищу одиночну позицію світового рейтингу — 730 місце досягла 13 серпня 2007, парну — 481 місце — 13 серпня 2007 року.
Здобула 5 парних титулів туру ITF.

## Фінали ITF (5–4)

### Одиночний розряд (0–1)
| Легенда          |
| ---------------- |
| Турніри $100,000 |
| Турніри $75,000  |
| Турніри $50,000  |
| Турніри $25,000  |
| Турніри $10,000  |

| Фінали за покриттям |
| ------------------- |
| Тверде (0–1)        |
| Ґрунт (0–0)         |
| Трава (0–0)         |
| Килим (0–0)         |

| Результат | Ранг | Дата           | Турнір                  | Покриття | Суперниця     | Рахунок       |
| --------- | ---- | -------------- | ----------------------- | -------- | ------------- | ------------- |
| Поразка   | 1.   | 25 лютого 2006 | Рамат-га-Шарон, Ізраїль | Тверде   | Івета Герлова | 6–7(7–9), 2–6 |

### Парний розряд (5–3)
| Легенда          |
| ---------------- |
| Турніри $100,000 |
| Турніри $75,000  |
| Турніри $50,000  |
| Турніри $25,000  |
| Турніри $10,000  |

| Фінали за покриттям |
| ------------------- |
| Тверде (1–1)        |
| Ґрунт (3–2)         |
| Трава (0–0)         |
| Килим (1–0)         |

| Результат | Ранг | Дата              | Турнір                        | Покриття   | Партнерка          | Суперниці                               | Рахунок  |
| --------- | ---- | ----------------- | ----------------------------- | ---------- | ------------------ | --------------------------------------- | -------- |
| Перемога  | 1.   | 1 жовтня 2005     | Волос (місто), Греція         | Килим      | Ніколе Клеріко     | Каталін Мароші Маріна Таваріс           | 6–4, 6–2 |
| Перемога  | 2.   | 19 серпня 2006    | Savitaipale, Фінляндія        | Ґрунт      | Пія Суомалайнен    | Давінія Лоббінґер Alise Vaidere         | 7–5, 6–3 |
| Поразка   | 1.   | 4 листопада 2006  | Стокгольм, Швеція             | Тверде (i) | Пія Суомалайнен    | Diana Eriksson Ганне Скак Єнсен         | w/o      |
| Перемога  | 3.   | 18 листопада 2006 | Сандерленд, Велика Британія   | Тверде (i) | Пія Суомалайнен    | Лаура Габеркорн Мартіна Павелець        | 6–3, 6–4 |
| Поразка   | 2.   | 14 липня 2007     | Прокуплє, Сербія              | Ґрунт      | Клаудія Бочова     | Неда Козич Наташа Зорич                 | 4–6, 5–7 |
| Перемога  | 4.   | 20 липня 2007     | Гархінг-бай-Мюнхен, Німеччина | Ґрунт      | Оксана Калашникова | Франціска Клоц Евеліна Майр             | 7–5, 6–3 |
| Перемога  | 5.   | 3 серпня 2007     | Тампере, Фінляндія            | Ґрунт      | Пія Суомалайнен    | Ганне Скак Єнсен Марселла Кук           | 6–2, 6–4 |
| Поразка   | 3.   | 7 серпня 2010     | Савітайпале, Фінляндія        | Ґрунт      | Ніна Мунх-Сеґор    | Олександра Артамонова Діана Марцинкевич | 2–6, 3–6 |

## Участь у Кубку Федерації

### Одиночний розряд
| Розіграш     | Раунд                                   | Дата           | Місце             | Супротивник                                   | Покриття | Суперниця          | W/L | Рахунок  |
| ------------ | --------------------------------------- | -------------- | ----------------- | --------------------------------------------- | -------- | ------------------ | --- | -------- |
| 2006 Fed Cup | Зона Європи/Африки Кубка Федерації 2006 | 17 квітня 2006 | Пловдив, Болгарія | Збірна Нідерландів з тенісу в Кубку Федерації | Ґрунт    | Елісе Тамаела      | L   | 4–6, 3–6 |
| 2006 Fed Cup | Зона Європи/Африки Кубка Федерації 2006 | 18 квітня 2006 | Пловдив, Болгарія | Люксембург                                    | Ґрунт    | Клодін Шоль        | L   | 2–6, 4–6 |
| 2006 Fed Cup | Зона Європи/Африки Кубка Федерації 2006 | 19 квітня 2006 | Пловдив, Болгарія | Збірна Словаччини з тенісу в Кубку Федерації  | Ґрунт    | Домініка Цібулкова | L   | 2–6, 1–6 |

### Парний розряд
| Розіграш     | Раунд                                   | Дата           | Місце             | Супротивник                                   | Покриття | Партнерка       | Суперниці                               | W/L | Рахунок       |
| ------------ | --------------------------------------- | -------------- | ----------------- | --------------------------------------------- | -------- | --------------- | --------------------------------------- | --- | ------------- |
| 2006 Fed Cup | Зона Європи/Африки Кубка Федерації 2006 | 17 квітня 2006 | Пловдив, Болгарія | Збірна Нідерландів з тенісу в Кубку Федерації | Ґрунт    | Пія Суомалайнен | Марріт Бонстра Бренда Шульц-Маккарті    | L   | 1–6, 1–6      |
| 2006 Fed Cup | Зона Європи/Африки Кубка Федерації 2006 | 18 квітня 2006 | Пловдив, Болгарія | Люксембург                                    | Ґрунт    | Пія Суомалайнен | Менді Мінелла Клодін Шоль               | L   | 6–4, 2–6, 2–6 |
| 2006 Fed Cup | Зона Європи/Африки Кубка Федерації 2006 | 19 квітня 2006 | Пловдив, Болгарія | Збірна Словаччини з тенісу в Кубку Федерації  | Ґрунт    | Пія Суомалайнен | Домініка Цібулкова Магдалена Рибарикова | L   | 3–6, 2–6      |